# Gyponana longula
Gyponana longula är en insektsart som beskrevs av Delong och Freytag 1964. Gyponana longula ingår i släktet Gyponana och familjen dvärgstritar. Inga underarter finns listade i Catalogue of Life.